# Phare de Sérifos
Le phare de Sérifos, également appelé Phare Spathi ou Phare Akra Spathi est situé au sud de l'île de Sérifos, dans les Cyclades en Grèce. Il est achevé en 1901.

## Caractéristiques
Le phare est une tour carrée blanche, intégrée dans la maison du gardien, dont le dôme de la lanterne est de couleur verte. Il s'élève à 67 mètres au-dessus de la mer Égée.

## Codes internationaux
- ARLHS[3] : GRE-121
- NGA : 15764
- Admiralty[4] : E 4228

## Source
(en) [PDF] List of lights radio aids and fog signals - 2011 - The west coasts of Europe and Africa, the mediterranean sea, black sea an Azovskoye more (sea of Azov) (la liste des phares de l'Europe, selon la National Geospatial - Intelligence Agency)- Version 2011 - National Geospatial - Intelligence Agency - p. 273